# Clanis phalaris
Clanis phalaris là một loài bướm đêm thuộc họ Sphingidae. Nó được tìm thấy ở đông bắc và miền nam Ấn Độ, Sri Lanka, quần đảo quần đảo Andaman và miền bắc Thái Lan.

## Phụ loài
- Clanis phalaris phalaris
- Clanis phalaris cottoni Kitching & Haxaire, 2004 (Thailand)